# Þingvallakirkja
La Þingvallakirkja, terme islandais signifiant littéralement en français « église des plaines du Parlement » ou « église de Þingvellir », est une petite église d'Islande de confession luthérienne située aux Þingvellir, au pied du Lögberg et au bord de la Öxará.

## Histoire
La construction actuelle date de 1859 mais le premier édifice est construit à l'initiative du roi de Norvège Olaf Ier au moment de la conversion de l'Islande au christianisme aux alentours de l'an mille. À cette occasion, il y envoie des poutres et une cloche, matériaux rares ou absents dans le pays à cette époque.

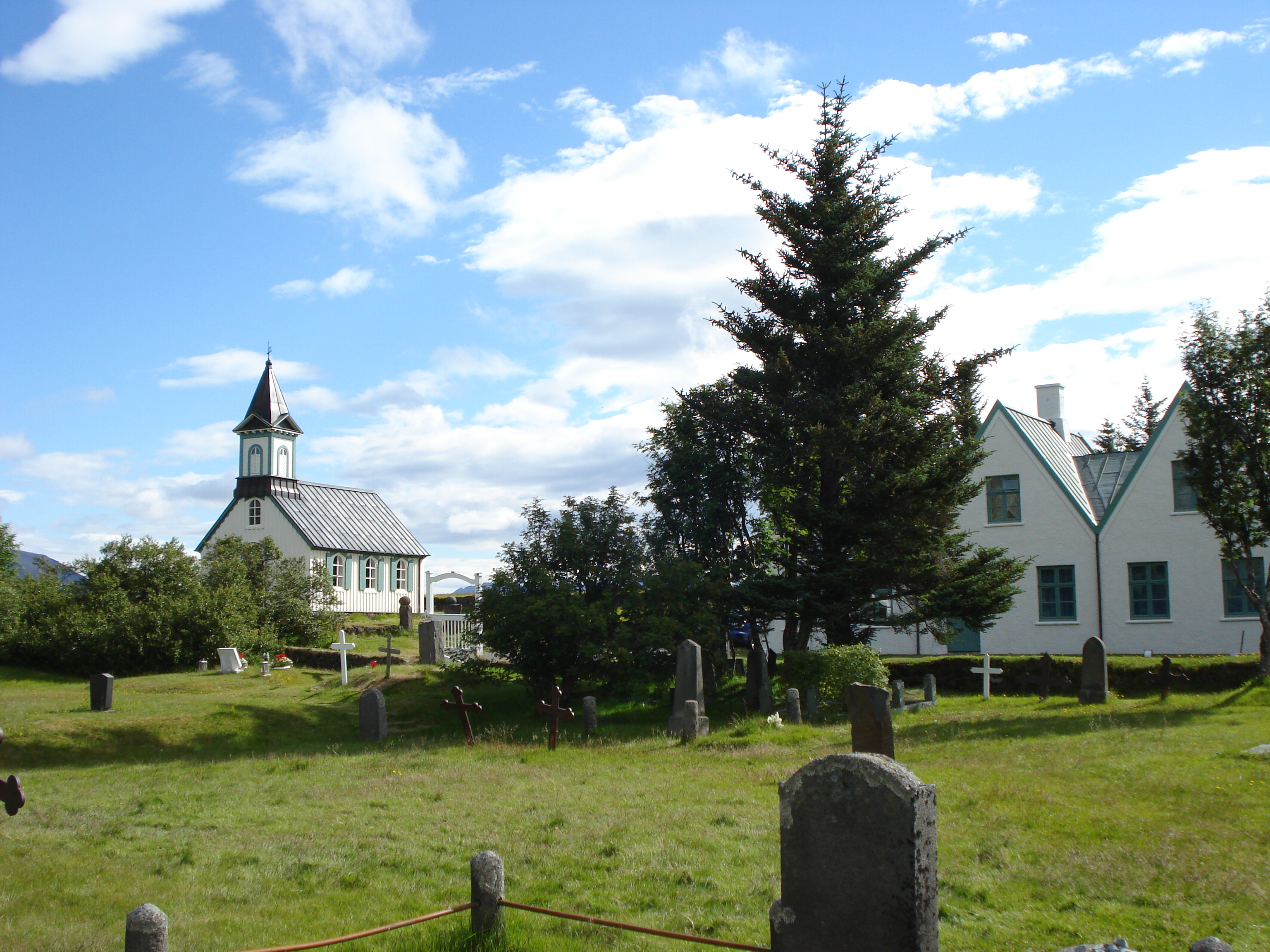
Vue de la Þingvallakirkja, de son cimetière national et de la résidence d'été du premier ministre adjacents.

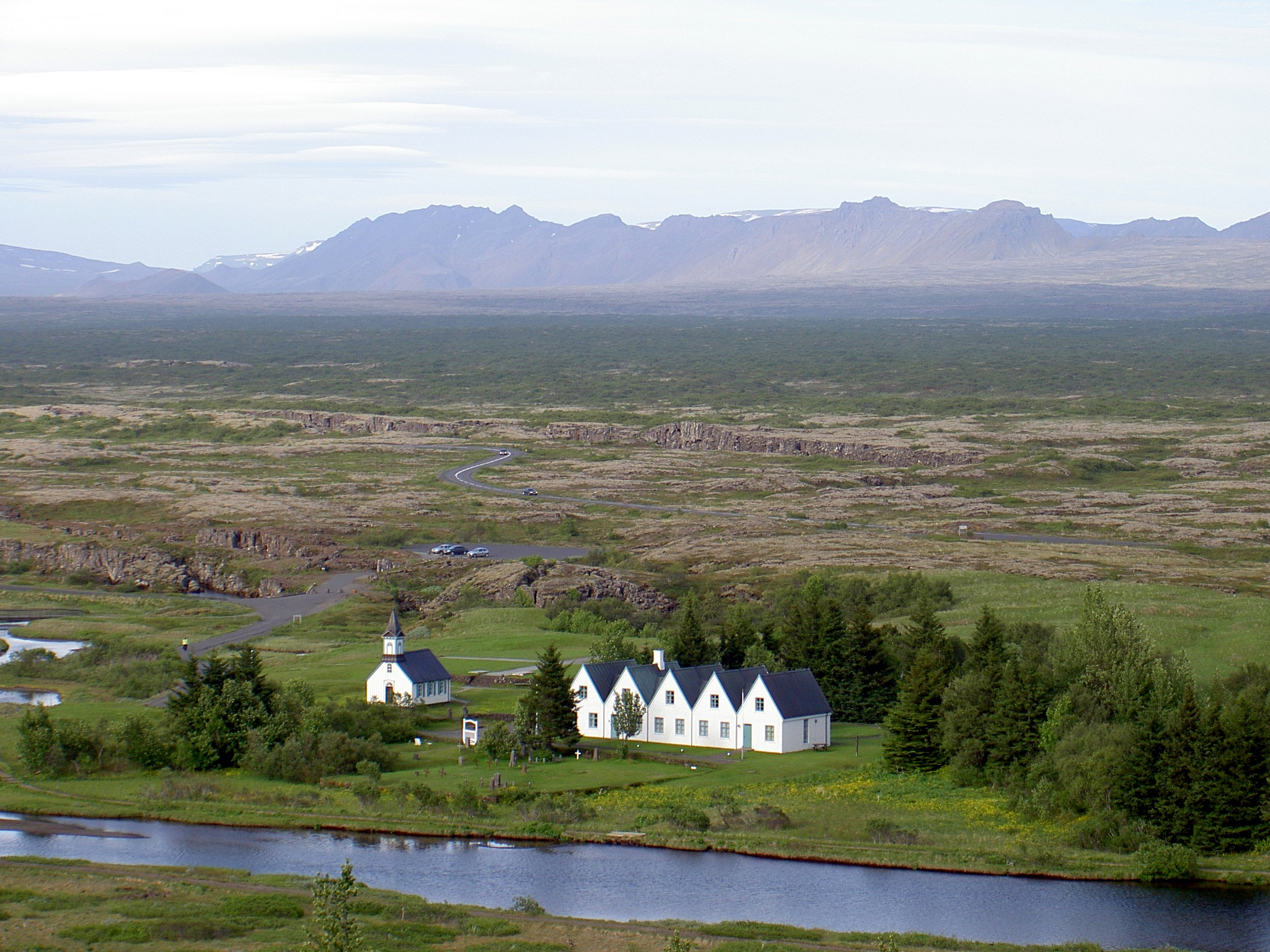
Vue de la Þingvallakirkja, de son cimetière national et de la résidence d'été du premier ministre depuis le rebord occidental des Þingvellir.